# Ninette de Valois

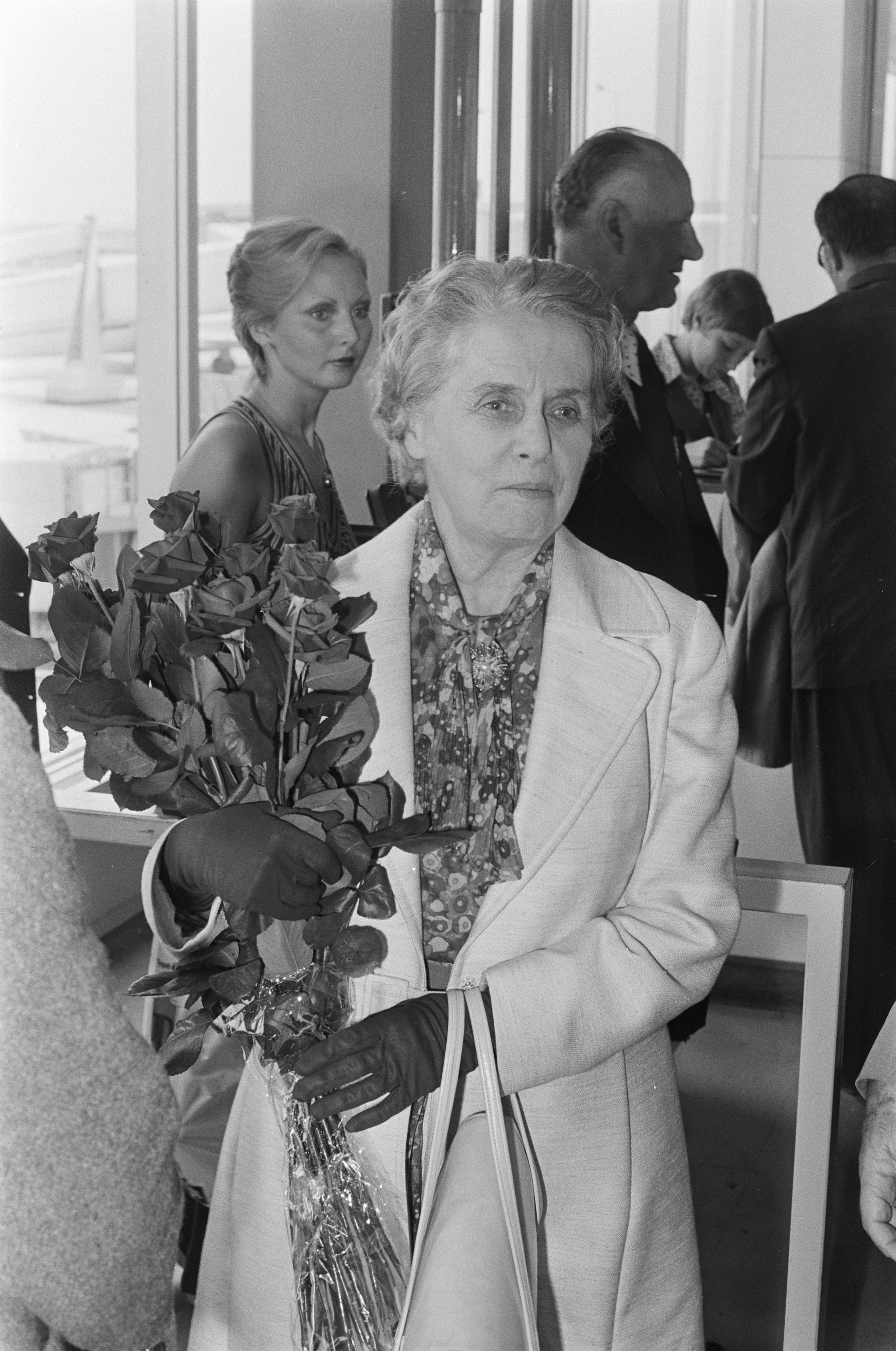
Ninette de Valois (1974)

Ninette de Valois (ur. 6 czerwca 1898, zm. 8 marca 2001 w wieku 102 lat) – irlandzka choreografka i tancerka baletowa. 
Urodziła się jako Edris Stannus w Baltiboys, hrabstwie Wicklow. Zaczęła tańczyć gdy miała dziesięć lat.
W 1921 roku zmieniła personalia na Ninette de Valois. Założyła Królewską Szkołę Baletową.